# Anthomastus agaricus
Anthomastus agaricus är en korallart som beskrevs av Studer 1890. Anthomastus agaricus ingår i släktet Anthomastus och familjen läderkoraller. Inga underarter finns listade i Catalogue of Life.